# Линейни кораби тип „Курбе“
Курбе (на френски: Courbet) са серия френски линейни кораби от 1910-те години.
Заложени са в рамките на корабостроителната програма за 1910 г. и стават първите френски линейни кораби от дредноутен тип. Вследствие на ограниченията върху размерите на корабите, наложени от възможностите на наличните във френските военноморски бази докове, линкорите от типа „Курбе“ се отличават със сравнително невисока мореходност. Продължителното строителство на корабите също така води до това, че към момента на своето влизане в строй линкорите от типа „Курбе“, като цяло сходни с другите дредноути от първо поколение, вече съществено отстъпват на влизащите към това време да се приемат на въоръжение свръхдредноути на другите страни.
Всичко в периода 1910 – 1914 г. са построени четири линкора от типа „Курбе“, последните от които влизат в строй вече след началото на Първата световна война. Първоначално корабите от серията влизат в състава на 1-ви дивизион на 1-ва ескадра на флота, но преди началото на войната са отделени в отделен отряд на командващия флотата. В хода на войната всички линкори от типа „Курбе“ действат в Средиземно море, но тяхното участие в бойните действия е ограничено до обстрели на крайбрежието на Австро-Унгария. Също така през 1919 г. два от корабите на този тип се използват в хода на интервенцията в Русия.
Макар към края на Първата световна война линейните кораби от типа „Курбе“ да се смятат за стари, в частност поради ниския им модернизационен потенциал, който не позволява съществено да се подобрят техните характеристики, Франция, която след тях достроява само една серия по-съвършени линкори, съхранява типа „Курбе“ на въоръжение. С изключение на „Франс“, потънал през 1922 г. в резултат на сблъсък със скала по време на щорм, и „Жан Барт“, през 1937 г. разоръжен и превърнат в стационарен учебен кораб, останалите два кораба от серията остават на въоръжение и към началото на Втората световна война. До капитулацията на Франция линкорите се използват основно за обстрел над брегови позиции, а след капитулацията са пленени от Великобритания и впоследствие са предадени на силите на Сражаваща се Франция. След това корабите повече не влизат в бойния състав на флота и се използват като спомагателни съдове до своето изключване от състава на флота; последния кораб от този тип е отписан и продаден за скрап през 1955 г.

## Конструкция
Първите френски дредноути са разработени изходя от цял комплекс ограничения. При тяхното проектиране е поставено изискването корабите да могат да използват съществуващите докове основната реконструкция на последните. Изходя от това, размерите на корабите са сравнително малки; тяхната стандартна водоизместимост не надвишава 23457 тона, а пълната – 25579 тона. Дължината на линкорите от типа „Курбе“ не надвишава 166 метра, ширината – 27 метра, газенето им съставлява 9 метра.
Корабите имат висок надводен борд с дълъг полубак, продължаващ до кърмовите кули на главния калибър. В носовата част имат лека надстройка, над която е разположена бойната рубка. Трите комина са разделени на две групи: два пред разположението на централните кули, и един отзад. Корабите са първите линкори във френския флот, изначално нямащи тежки бойни мачти със закрити марсове. Лека сигнална мачта е разположена между групите комини и има още една в кърмовата част. Между комините и надстройките има лека качена палуба.

### Въоръжение
Основното въоръжение на линкорите от типа „Курбе“ се състои от дванадесет 305-мм 45-калибрени оръдия образец 1910 г. Тези оръдия, разработени за последното поколение френски ескадрени броненосци, са напълно съвременни оръдейни системи, способни да изстрелват 432-килограмов бронебоен снаряд с начална скорост от 783 метра в секунда; скорострелността им е 1,5 – 2 изстрела в минута.
Оръдията на главния калибър са разположени в шест двуоръдейни кули. Две кули се намират линейно-терасовидно на носа, на полубака. Още две кули аналогично са разположени на кърмата, на горната палуба. И още две кули има в центъра на корпуса, побордно. Такова разположение теоретически дава възможност да се води преследващ и ретираден огън от осем оръдия на главния калибър (две носови или две кърмови кули съответно, и двете централни кули), и да се дава бордов залп от десет оръдия на главния калибър (всичките носови и кърмови кули, и една кула по съответния борд).
Обаче, при проектирането на дредноутите от типа „Курбе“, френския флот допуска много недомислия. Все още предполагайки, че решителния морски бой ще бъде възможен само на дистанции не по-големи от 6000 – 8000 метра, французите ориентират артилерията на своите кораби за бой на средни дистанции. Теоретично мощните оръдия на главния калибър имат пределен ъгъл на възвишение само от 12 градуса, което ограничава тяхната далекобойност на не повече от 13500 метра. Според мерките на времето, това е съвсем недостатъчно; немските и английските оръдия от онова време стрелят на повече от 15000 метра, и даже тези цифри вече се смятат за недостатъчни.
Недооценката на дистанцията оказва влияние и в избора на противоминното въоръжение; първите френски дредноути носят впечатляващо мощната батарея от двадесет и две 138-милиметрови 55-калибрени оръдия образец 1910 г. Тези оръдия стрелят с 39,5-килограмови снаряди на дистанция до 16000 метра, по парадоксален начин превъзхождайки по далечина на стрелбата главния калибър на линкора. Оръдията от този тип са разположени побордно, в каземати на полубака; палубата на полубака е специално стеснена в носа и в кърмата, за да се осигури на разположените по отстъпите оръдия добър обстрел по носа и кърмата.
Френските инженери считат, че тези оръдия ще се използват не само както противоминни, но и като средство за поражение на небронираните части на корабите на противника – което влиза в явно противоречие със световния опит, и съвсем не се оправдава на практика. Освен това въоръжение, дредноутите – по-скоро, по инерция – носят и четири стари 47-мм оръдия Хочкис, по две на борд. Подводното въоръжение се състои от четири 450-мм подводни торпедни апарата.

### Система за управление на огъня
Системата за управление на огъня при дредноутите от типа „Курбе“ е централизирана, но по парадоксален начин, е недостатъчно развита. Има само една двойка далекомери за централизирано управление на огъня, с база
от 2,74 метра, поставени отстрани на бойната рубка. Също така всяка кула има собствен 1,37-метров далекомер, поставен в нейната задна част, в брониран калпак. Директори за управление на огъня няма; като цяло, СУО е явно адаптирана за воденето на бой на малки и средни дистанции, когато всяка кула следи преместването на противника в индивидуално и се нуждае само от поправки за далечината.

### Бронева защита
Архаичните възгледи на френските адмирали за дистанцията на морското сражение изиграват своята роля и при определянето на схемата за защита на корабите. Дредноутите от типа „Курбе“ носят непрекъснат брониран пояс по водолинията, с дебелина 270 милиметра в централната част – между носовите и кърмовите кули на главния калибър – и стесняващ се по краищата до 180 милиметра. Височината на пояса съставлява 4,5 метра, но почти 2,4 метра от тях се намират под водата; френските инженери много се опасяват от подводни попадения.
Над основния пояс се намира горния, състоящ се от три ленти броня с дебелина 180 милиметра, разположени една над друга. Първата лента, на нивото на главната палуба, прикрива борда от форщевена и до кърмовите кули на главния калибър. Втората, разположена по-горе на нивото на горната палуба, прикрива центъра на корпуса от носовата и до кърмовата групи кули; тя прикрива казематите за четирите 138-мм оръдия на кърмата. Над тях се намира третата, продължаваща от носовите кули на главния калибър приблизително до средата на корпуса. Тя прикрива основните каземати на противоминната артилерия.
Хоризонталната защита се състои от три бронирани палуби, всяка с дебелина от 30 до 48 милиметра. Главната бронирана палуба е издута, с дебелина от 40 милиметра и има скосове с дебелина 70 милиметра, съединяващи се под водолинията с долния ръб на главния пояс. Над нея се разполага горната бронева палуба, с дебелина от 50 милиметра, и броневата палуба на полубака, с дебелина 30 милиметра. Подобна защита едва ли удовлетворява съвременните към 1910-те години дистанции за водене на бой и е, по-скоро, разчетена за сдържане на пробилите горния пояс снаряди (ударящи палубата под остър ъгъл), отколкото за защита от падащи под голям ъгъл снаряди.

### Силова установка
Силовата установка на линкорите от типа „Курбе“ се състои от четири парни турбини Парсънс, с обща мощност 28000 к.с. Пара подават двадесет и четири котела модел Никлъс – шестнадесет големи в носовите и осем по-малки в кърмовите котелни отделения. На мерната миля, дредноутите развиват умерена скорост, малко повече от проектните 21 възела.
Корабите имат смесен запас гориво; 2700 тона въглища и 906 тона нефт, която с впръсква върху въглищата за повишаване на температурата на горене. Запаса гориво е достатъчен за 7800 км икономичен ход на 10 възела.

## Представители
| Название             | Корабостроителница                   | Заложен             | Спуснат на вода      | Влизане в строй     | Съдба                                    |
| -------------------- | ------------------------------------ | ------------------- | -------------------- | ------------------- | ---------------------------------------- |
| „Курбе“ Courbet      | Корабостроителница на флота в Брест  | 1 септември 1910 г. | 23 септември 1911 г. | 19 ноември 1913 г.  | потопен на 9 юни 1944 г.                 |
| „Франс“ France       | A.C. de la Loire, St-Nazaire         | 30 ноември 1911 г.  | 7 ноември 1912 г.    | 10 октомври 1914 г. | загива на 26 август 1922 г.              |
| „Жан Барт“ Jean Bart | Корабостроителница на флота в Лориан | 15 ноември 1910 г.  | 22 септември 1911 г. | 15 юни 1913 г.      | продаден за скрап на 14 декември 1945 г. |
| „Пари“ Paris         | F.C.M. в Ла Сейн Сюр Мер             | 10 ноември 1911 г.  | 28 септември 1912 г. | 1 август 1914 г.    | продаден за скрап на 21 декември 1955 г. |

## История на службата

### Преди войната
Първата двойка от дредноутите тип „Курбе“ влиза в строй през 1913 г. – по-малко от година преди началото на световната война. Към момента на своето влизане в строй, тези кораби са най-мощните и съвременни единици на френския флот, но според световните стандарти се считат за вече остарели; техните характеристики изглеждат неудовлетворително не само на фона на корабите на първите морски държави, но даже и като сравнение с италианските и австрийските дредноути – които по това време се считат за основните противници на френския флот в Средиземно море.
Началото на службата на корабите не изобилства със събития. Най-забележителното събитие в тяхната предвоенна кариера е визитата на „Франс“ и „Жан Барт“ в Санкт Петербург през юли 1914 г., като част от почетния ескорт на френския президент Реймон Поанкаре. Корабите се намират в Балтика, когато войната е обявена, но съумяват да се върнат вкъщи без проблеми.

### Първа световна война
В началото на Първата световна война четирите дредноута от типа „Курбе“ са единствените боеспособни кораби от такъв тип в целия френски флот. Британо-френските планове предполагат, че в случай на война между Антантата и Тройния Съюз, френския флот ще поеме поддържането на контрола над Средиземно море – против австрийския, и (в случай на влизането на Италия на страната на Германия) италианския флот.
В началото на есента на 1914 всички четири дредноута са изпратени в Средиземно море. „Курбе“ става флагмански кораб на Средиземноморската ескадра под командването на адмирал де Лаперие. Настроен решително, Огюстин де Лаперие незабавно насочва основните сили на флота в Адриатика, надявайки се да изненада австрийските кораби, осъществяващи блокада на крайбрежието на Черна гора; той разчита, че ще успее да примами основните сили на австро-унгарския флот и ще ги въвлече в решаващо сражение. Резултат, обаче, е доста по-скромното сражение при Антивари, по време на което френския флот потопява стария австрийски лек крайцер „Зента“.
Това е единственият случай за цялата война, когато френските дредноути влизат в бой с кораб на противника. Това малко сражение няма решаващ характер; австрийският флот не напуска защитените си бази в Адриатика. До края на 1914 г. френските дредноути остават при бреговете на Черногория, оказвайки огнева поддръжка на съюзните войски. През декември дредноута „Жан Барт“ е повреден от попадението на торпедо на австрийската подводница U-XII, след което линкорите се оттеглят в Малта.
Последващата им дейност през годините на войната се ограничава до поддържането на далечната блокада на Адриатика в случай на опит на австрийския флот да се промъкне в Средиземно море. През 1915, с влизането във войната на Италия на страната на Антантата, положението на в Средиземно море значимо се променя в полза на Англия и Франция – заедно френския и италианския флот обладават значително превъзходство над австрийския. През 1916, след като силите на Антантата заемат ред острови на неутралната към този момент Гърция, френските кораби се преместват на по-удобните предни позиции в Корфу; техните екипажи при това са силно съкратени, във връзка с потребността от обучени моряци и офицери за формирането на екипажи за противолодъчните кораби. До края на войната дредноутите от типа „Курбе“ повече нямат участие в бойни операции.

### Междувоенен период
След края на световната война линкорите тип „Курбе“ вземат участие в последващите конфликти. „Франс“ и „Жан Барт“, през 1919 г., действат в Черно море, в състава на силите на Антантата, насочени за интервенция в обхванатата от гражданска война Русия. През април 1919 г. моряците на тези дредноути (служещи без прекъсване от 1914 г.) вдигат въстание, възмутени от това, че командването ги държи на служба даже след завършването на войната. Метежа е потушен едва след като командващия ескадрата, вицеадмирал Жан Франсуа Шарл Аме, се съгласява да върне дредноути вкъщи.
Военният опит нагледно демонстрира погрешните представи на френските офицери за дистанциите на морския бой, заложени в основата на проекта „Курбе“. Инспекцията на корабите след войната оценява тяхната боеспособност за съвременните условия като неудовлетворителна, въз основата на следните фактори:
- Отсъствие на директори за насочване на оръдията на главния калибър;
- Съвършено недостатъчния ъгъл на възвишение – и, следователно, далечина на действие на оръдията на главния калибър;
- Слабата противоторпедна защита;
- Неудовлетворителната защита от попадения на снаряди в палубата под голям ъгъл, по време на бой на далечни дистанции;
- Практически пълната липса на адекватна противовъздушна отбрана;
- Въглищното отопление на машините;
- Остарялата организация на действията на екипажа, системата за предаване на сигнали, осветление и т.н.

Значимото отстраняване на тези недостатъци е невъзможно във военно време, поради изтичането на работна ръка и средства от корабостроителната промишленост. След войната, френския флот се оказва в още по-лошо положение, отколкото преди нея; практически всички налични големи кораби (изключая някои трофейни) в една или друга степен са остарели, и не съответстват на изискванията на времето. Изтощената от войната икономика на Франция не позволява да се разгърне каквато и да е значима програма за военно корабостроене, и даже дострояването на вече заложените и спуснатите на вода супердредноути от типа „Норманди“ е под въпрос – в т.ч. под въпрос е и принципния смисъл на дострояването им, тъй като проектираните преди войната кораби не съответстват на изискванията на следвоенното време. Освен това, френския флот е силно небалансиран; основните усилия преди войната са към построяването на линейни кораби, поради което френския флот не получава нито един съвременен турбинен крайцер и има много малко съвременни разрушители.
Точката в спора за бъдещето на френския флот поставя Вашингтонското съглашение от 1922 г. Договорът окончателно поставя кръст на морските претенции на Франция, изравнявайки нейния флот по тонаж на линейните кораби с италианските. Опитите на френската делегация да издейства за себе си допълнителен тонаж се оказват безуспешни, тъй като френското правителство е още повече обезпокоено от това да не се наложат някакви ограничения върху френската армия. Това означава, че трите супердредноута от типа „Прованс“ и четирите дредноута от типа „Курбе“ в близко време остават основата на линейните сили на френския флот.
През август 1922 г. загива „Франс“, налетявайки на неотбелязана върху картите скала в Бискайския залив. Съгласно Вашингтонския договор френския флот има право незабавно да заложи нов дредноут за неговата замяна, но икономическото положение на Франция не позволява реализирането на тези планове – и освен това, наличните вече шест дредноута и супердредноута във френския флот му осигуряват достатъчно уверено превъзходство над петте италиански дредноута.
Стремейки се да поддържат тези стареещи дредноути в съответствие с изискванията на времето, французите няколко пъти модернизират трите оцелели кораба от типа „Курбе“ в междувоенния период. В периода 1922 – 1925, в хода на първата модернизация, котлите на дредноутите са преведени на чисто нефтено отопление (при това двата носови комина са сведени в един), ъгъла на възвишение на оръдията на главния калибър е увеличен, поставени са директори за управление на огъня. Част от неполезната носова броня е свалена, за да се удържи водоизместимостта в допустими рамки. Старите зенитни оръдия са заменени с нови, модел 1918 г.; също са добавени батареи със зенитни картечници.
В периода 1929 – 1931 дредноутите от типа „Кубре“ преминават втора серия модернизации. В хода ѝ старите турбини, работещи пряко към винтовете, са заменени с нови, със зъбна предавка. Системата за управление на огъня получава нов далекомерен пост на върха на носовата мачта, с 4,57-метров коаксиален и 3-метров стереоскопичен далекомери. Спомагателната артилерия също получава директори за управление на огъня, с 2-метрови далекомери отстрани на рубката. Допълнителен 8-метров далекомер е поставен на покрива на високата кърмова кула. Зенитките образец 1918 г. са заменени с нови, модел 1922 г., също комплектовани с далекомери.
Въпреки това, състоянието на тези доста стари, и активно експлоатиращи се кораби предизвиква беспокойство у флота. През 1936 г. „Жан Барт“ е признат за прекалено износен за последваща служба, отписан е, и е преоборудван в учебния съд „Океан“. Оставащите два дредноута преминават поредния ремонт в края на 1930-те, по времето на който на корабите са заменени котлите и са демонтирани безполезните торпедни апарати. Въпреки това, тяхната непригодност за съвременни военни действия вече е очевидна, и през 1938 г. и двата са преведени в класа на учебните кораби.

### Втора световна война
Към началото на Втората световна война двата останали дредноута от този тип – „Париж“ и „Курбе“ – са учебни кораби на Атлантическото крайбрежие. През май 1940 г. френския флот ги мобилизира отново за служба. Корабите получават допълнително леко зенитно въоръжение по време на подготовката им в Шербур.
Двата кораба оказват огнева поддръжка на своите войски на брега в боевете за Шербур и Хавър, макар липсата на техни самолети-коректировачи съществено да ограничава техните възможности. „Париж“ е повреден от бомба на немски самолет и е ремонтиран в Шербур. Капитулацията на Франция заварва двата линкора в британски пристанища. На 3 юли, по време на операция Катапулт, британците превземат двата кораба и след известно време предават „Курбе“ като учебен кораб, на силите на Свободна Франция. Линкорите повече не влизат в строй; тяхната остаряла конструкция, малката скорост и недостатъчното въоръжение ги правят съвършено неспособни да се противопоставят на линейните кораби на противника. В крайна сметка двата линкора са разоръжени и превърнати в плаващи складове.
През 1944 г. „Курбе“ е използван в Шотландия като мишена за изпробване на ново оръжие – въртящите се цилиндрични авиобомби, рикоширащи и подскачащи по повърхността на водата. След тези изпитания е взето решение да се използва стария кораб като част от вълнолома на изкуствено пристанище при десанта в Нормандия. На 9 юни 1944 г. корпуса на кораба, залит с цимент, е отбуксиран към крайбрежието на Нормандия и е потопен в плитководието. Немското разузнаване погрешка взема блокшива за действащ линкор, и той е подложен на атаки с човекоуправляеми торпеда през нощта на 15 срещу 16 и 16 срещу 17 август – които, разбира се, са съвършено безполезни. След войната кораба е разкомплектован за скрап.
„Париж“ преживява войната. През 1940 той е предаден на въоръжените сили на Свободна Полша, като плаваща казарма и учебен кораб. През август 1945 кораба е върнат на Франция и е отбуксиран в Брест, където, в ролята на плаващ склад, служи до 1955 г. През 1955 последния дредноут от типа „Курбе“ отива за скрап.

## Оценка на проекта
Дредноутите от типа „Курбе“ се появяват в период на криза във френския военен флот, когато Франция с труд осъзнава своя преход от статус на втората по морска сила държава към съществено по-скромното положение на пета. Това се отразява и на първите френски дредноути; построени изходя от неадекватно анализирания световен опит, те са прилични, но не изпъкващи с нищо кораби, отстъпващи на много от своите съвременници.
Главният проблем при дредноутите тип „Курбе“ е упоритата убеденост на френските адмирали за това, че решаващото сражение ще се води на сравнително къси дистанции. Изходя от това, артилерията на главния калибър на дредноутите има съвършено недостатъчната далечина на действие, а площта на бронирането се оказва прекомерна при недостатъчна защитеност. Фатален недостатък се оказва разделението на хоризонталното брониране между няколко сравнително тънки броневи палуби – подобно брониране не позволява издържането на удар от бронебойни снаряди, падащи под голям ъгъл. Недостатъчна е и противоторпедната защита. И накрая, стремежа да се ограничат размерите на корабите спрямо габаритите на доковете води до много „тясна“ компоновка, която не допуска последваща тяхна основна модернизация.
Като цяло, дредноутите от типа „Курбе“ се явяват с компромисен дизайн и отстъпват по бойна мощ на строящите се едновременно с тях немски и британски кораби. Тяхното завидно дълголетие в състава на флота се обяснява само с тежкото положение на изтощената от войната Франция, което не позволява да се реализира правото за замяна на тези кораби.

## Коментари
1. ↑  Аналогична логика е използвана при обосноваването на построяването на броненосците „Дантон“.
2. ↑  За да се освободи името „Жан Барт“ за строящия се бързоходен линкор.
3. ↑  След Британия, Германия, САЩ и Япония.